# Hoyershausen
Hoyershausen är en ortsteil i kommunen Duingen i Landkreis Hildesheim i förbundslandet Niedersachsen i Tyskland. Hoyershausen var en kommun fram till 1 november 2016 när den uppgick i Duingen. Kommunen Hoyershausen hade 439 invånare 2016.